# Les Moutiers-en-Retz
Les Moutiers-en-Retz is een gemeente in het Franse departement Loire-Atlantique in de regio Pays de la Loire. De plaats maakt deel uit van het arrondissement Saint-Nazaire. Les Moutiers-en-Retz telde op 1 januari 2022 1.846 inwoners.

## Geografie
De oppervlakte van Les Moutiers-en-Retz bedroeg op 1 januari 2022 9,58 vierkante kilometer; de bevolkingsdichtheid was toen 192,7 inwoners per km².

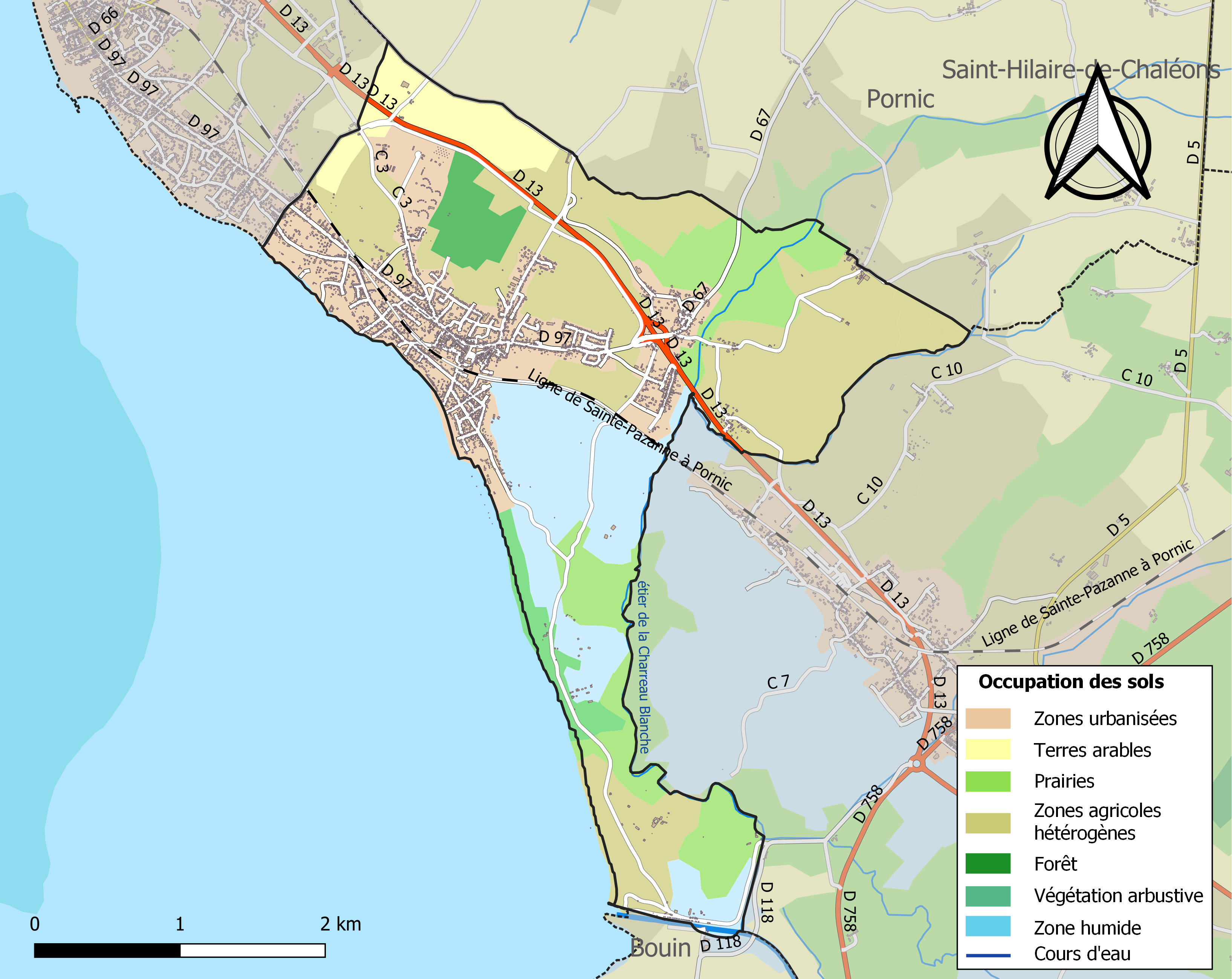
Kaart van de gemeente met de belangrijkste infrastructuur, bodemgebruik en omliggende gemeenten

## Demografie
Onderstaande figuur toont het verloop van het inwonertal (bron: INSEE-tellingen).